# Il padre (film 1966)
Il padre (Apa) è un film del 1966 diretto da István Szabó.

## Trama
Un ragazzino a Budapest ha perso il padre nel 1945, quando aveva solo sei anni. Non ricorda molto del genitore ma fantastica con i compagni che egli abbia compiuto diverse imprese eroiche (che abbia combattuto nella resistenza, che si sia distinto come medico, che abbia nascosto ebrei perseguitati...). Si identifica talmente con i propri racconti da non riuscire più a distinguere tra fantasia e realtà. Ormai giovane studente universitario scopre che il padre era una persona buona e stimata, non un eroe ma una persona comune. Si rende conto per affrontare la vita deve imparare a camminare con le proprie gambe e a farsi valere per i propri meriti.

## Riconoscimenti
- 1967 - Festival cinematografico internazionale di Mosca
  - Gran premio